# Годзано
Годза́но, Гоццано (итал. Gozzano) — коммуна в Италии, располагается в регионе Пьемонт, в провинции Новара.
Население составляет 5949 человек (2008), плотность населения составляет 498 чел./км². Занимает площадь 12 км². Почтовый индекс — 28024. Телефонный код — 0322.
Покровителем коммуны почитается святой Иулиан с озера Орта, празднование 7 января.

## Демография
Динамика населения:

## Администрация коммуны
- Официальный сайт: https://web.archive.org/web/20190414023642/http://www.comune.gozzano.no.it/